# Klangkuenstler
Klangkuenstler   (Füssen, 17 de juny de 1990) és un discjòquei i productor musical alemany de tecno industrial i hard tecno.
El 2011 va fundar el segell discogràfic Zuckerton Records, centrat en la música de ball electrònica, i el 2019 el segell discogràfic Outworld. L'estiu de 2012 es va traslladar a Berlín, fet que va comportar la seva primera actuació a la discoteca Ritter Butzke. El seu primer àlbum, titulat Das bin ich, es va publicar el 2013, i el segons That's me, el 2014. Ha actuat per a Boiler Room, Beatport i Stil vor Talent, entre d'altres.